# خلفيات القنزعة
خلفيات القنزعة (الاسم العلمي: Opisthocomidae) هي مجموعة طيور، تضم نوعاً واحداً وهو الهزان، الذي يعيش في الأمازون ودلتا أورينوكو في أمريكا الجنوبية. وقد حددت العديد من الأنواع الأحفورية، وجدت أحداها في إفريقيا.، وواحد في أوروبا.